# Oglerio (vescovo)
Oglerio talvolta Ogerio (... – 1305) è stato un vescovo cattolico italiano, vescovo di Acqui dal 1281 alla sua morte.

## Biografia
Forse parente del beato Oglerio di Lucedio, Oglerio proveniva da Genova; entrato nelle grazie del papa venne raccomandato al capitolo della cattedrale di Acqui che però accolse la richiesta con freddezza e accettò Oglerio solo a seguito di una minaccia di scomunica.
Prima della sua elezione a vescovo Oglerio ebbe varie mansioni di responsabilità all'interno della cattedrale, ma questo non impedì comunque che la volontà papale di elevarlo alla cattedra episcopale fomentasse le ostilità del clero del capitolo nei suoi confronti.
Alla morte del vescovo Baudicio, durante la vacanza la diocesi venne amministrata dal vicario Enrico, monaco di Lucedio, il quale forse collaborò con un amministratore episcopale del quale non esistono informazioni. Nel 1281 in diocesi arrivò direttamente da Roma la notizia dell'elezione di Oglerio; la notizia fece infuriare il capitolo che, alleandosi con i monaci della chiesa di San Pietro, elesse a vescovo il loro abate, tale Ruzia. Il 18 marzo 1283 Oglerio e un rappresentante di Ruzia si presentarono di fronte all'arcivescovo di Milano Ottone Visconti che volle sentire le ragioni dei due contendenti nel tentativo di risolvere la situazione.
Il 12 ottobre 1286 il problema del doppio vescovo era ancora lontano dall'essere giunto a una fine. In quel periodo il capitolo elesse un altro vescovo, Guglielmo Dardanelli, in sostituzione di Ruzia, che non sappiamo se sia morto o semplicemente abbia rimesso l'incarico; ad aumentare la confusione nel 1287 appare tra i documenti anche un vescovo Ottone il quale però si ritiene sia un errore del copista che avrebbe interpretato in maniera errata un rimando a Oglerio.
Saputo dei disordini che imperversavano nella diocesi acquese papa Bonifacio VIII cercò di mediare eleggendo un ulteriore vescovo, Ottobono del Carretto, che però preferì restare a Liegi dove era arcidiacono.
Nel settembre del 1287 Oglerio partecipò prima a un sinodo provinciale a Milano e poi a un altro tenutosi nella basilica di Santa Tecla nel 1291; per alcuni anni la situazione sembrò rasserenarsi fino a quando, il 9 giugno 1296, i canonici del capitolo, venuti a sapere che il vescovo di Alba e quello di Savona erano stati incaricati dal metropolita di andare ad Acqui a consacrare Oglerio, si affrettarono a comunicare ai due le gravi irregolarità commesse dal "sedicente vescovo" opponendosi alla sua consacrazione.
A partire dal 1300 non si hanno più notizie di tumulti diocesani contro il vescovo che comunque continuerà per tutto il resto del suo episcopato a definirsi solamente eletto e non consacrato; l'elezione di un rettore di una chiesa a Prasco il 7 novembre 1304 è l'ultimo documento di cui si conosce l'esistenza riguardante Oglerio che secondo lo storico Biorci morirà alcuni mesi dopo nell'arco del 1305.